# جینگل بلز
سرود جینگل بلز (به انگلیسی: Jingle Bells) یکی از معروف‌ترین سرودهای کریسمس است که شاید بیش از هر سرود دیگری در سراسر دنیا خوانده می‌شود. جینگل بلز را می‌توان به فارسی زنگ‌های جرینگ‌جرینگ‌کنان ترجمه‌کرد. این سرود توسط جیمز لرد پیرپانت موسیقی‌دان و شاعر آمریکایی، در پاییز سال ۱۸۵۷ نوشته و با عنوان اصلی سورتمه‌ای با یک اسب (به انگلیسی: One Horse Open Sleigh) نوشته‌شد. هرچند که امروزه این سرود با زمان تعطیلات کریسمس همگون شده‌است، ولی در واقع برای روز شکرگزاری سروده شده بود.